# Ван Хойтема, Хойте
Хойте ван Хойтема (нидерл. Hoyte van Hoytema; род. 4 октября 1971, Хорген, Швейцария) — нидерландско-шведский кинооператор, который учился в Польской киношколе в Лодзи. Он преимущественно работает в Швеции, но также и в Германии, Норвегии, США и Великобритании.

## Биография
Родился 4 октября 1971 года в городе Хорген, Швейцария. На счету Хойте ван Хойтема более десятка успешных полнометражных и документальных фильмов и телесериалов. Его сотрудничество с режиссёрами Микаэлем Марсимаином, Томасом Альфредсоном и Кристофером Ноланом отмечено признанием критиков, а также рядом национальных и международных призов.

## Фильмография
| Год  | Название                                        | Англ. название                                    | Страна                   | Режиссёр                 |
| ---- | ----------------------------------------------- | ------------------------------------------------- | ------------------------ | ------------------------ |
| 2002 | Первый цыган в космосе                          | The First Gypsy in Space                          | Швеция                   | Агнета Фагерстрём-Олссон |
| 2003 | Негр-погорелец                                  | Svidd neger                                       | Норвегия                 | Эрик Смит Мейер          |
| 2003 | Трафик в Тарифе: Смерть в Гибралтарском проливе | Tarifa Traffic: Death in the Straits of Gibraltar | Германия                 | Йоаким Деммер            |
| 2004 | Клорокс, аммоний и кофе                         | Chlorox, Ammonium and Coffee                      | Норвегия                 | Мона Дж. Хоел            |
| 2004 | Возвращение мастера танцев                      | Return of the Dancing Master                      | Швеция                   | Стефан Апельгрен         |
| 2005 | Pistvakt                                        |                                                   | Швеция                   | Стефан Апельгрен         |
| 2005 | Человек-лазер                                   | The Laser Man                                     | Швеция                   | Микаэль Марсимаин        |
| 2006 | Вопрос жизни и смерти                           | A Matter of Life and Death                        | Швеция                   | Хакан Линдхе             |
| 2007 | После музыки                                    | A Father’s Music                                  | Германия                 | Игорь Хайцман            |
| 2007 | Как наступает сейчас?                           | How Is Soon Now                                   | Швеция                   | Микаэль Марсимаин        |
| 2008 | Впусти меня                                     | Let the Right One In                              | Швеция                   | Томас Альфредсон         |
| 2009 | Девочка                                         | The Girl                                          | Швеция                   | Фредрик Эдфельдт         |
| 2009 | Доктор Глас                                     | Doktor Glas                                       | Швеция                   |                          |
| 2010 | Плохая вера                                     | Bad Faith                                         | Швеция                   | Кристиан Петри           |
| 2010 | Боец                                            | The Fighter                                       | США                      | Дэвид О. Расселл         |
| 2011 | Шпион, выйди вон!                               | Tinker Tailor Soldier Spy                         | Великобритания и Франция | Томас Альфредсон         |
| 2012 | Девочка по вызову                               | Call Girl                                         | Швеция                   | Микаэль Марсимаин        |
| 2013 | Она                                             | Her                                               | США                      | Спайк Джонз              |
| 2014 | Интерстеллар                                    | Interstellar                                      | США и Великобритания     | Кристофер Нолан          |
| 2015 | 007: Спектр                                     | Spectre                                           | США и Великобритания     | Сэм Мендес               |
| 2017 | Дюнкерк                                         | Dunkirk                                           | США и Великобритания     | Кристофер Нолан          |
| 2019 | К звёздам                                       | Ad Astra                                          | Бразилия и США           | Джеймс Грэй              |
| 2020 | Довод                                           | Tenet                                             | США                      | Кристофер Нолан          |
| 2022 | Нет                                             | Nope                                              | США                      | Джордан Пил              |
| 2023 | Оппенгеймер                                     | Oppenheimer                                       | США                      | Кристофер Нолан          |
| 2026 | Одиссея                                         | The Odyssey                                       | США                      | Кристофер Нолан          |

## Награды
- 2008: Премия «Золотой жук» за лучшую операторскую работу за фильм «Впусти меня»[4]
- 2009: Премия «Золотой жук» за лучшую операторскую работу за фильм «Девочка»[4]
- 2012: Премия «Золотой жук» за лучшую операторскую работу за фильм «Девочка по вызову»[4]
- 2024: Премия «Оскар» за лучшую операторскую работу за фильм «Оппенгеймер»

## Номинации
- 2011: Премия Американского общества кинооператоров за лучшую операторскую работу в фильме «Шпион, выйди вон!»[5]
- 2012: Премия BAFTA за лучшую операторскую работу в фильме «Шпион, выйди вон!»[6]
- 2015: Премия BAFTA за лучшую операторскую работу в фильме «Интерстеллар»[7]
- 2018: Премия BAFTA за лучшую операторскую работу в фильме «Дюнкерк»
- 2018: Премия «Спутник» за лучшую операторскую работу в фильме «Дюнкерк»